# Дюрбе Діляри-бікеч
Дюрбе Діляри-бікеч (крим. Dilâra bikeç dürbesi) — усипальниця XVIII ст. біля Південних воріт бахчисарайського Ханського палацу. Усипальниця зведена над могилою дружини хана Кирим Герая Діляри-бікеч. Відома під назвою «Мавзолей Прекрасної дівчини».
Могильний камінь всередині дюрбе датований 1763 роком, проте датою зведення вважається 1764 рік.
Дюрбе розташоване на території великого цвинтаря у південно-східному куті Ханського палацу та біля Південних воріт палацу. Входить до пам'яток Бахчисарайського історико-культурного заповідника.

## Архітектурні особливості
Дюрбе Діляри-бікеч є взірцем шатрових дюрбе у Криму та дюрбе-ротондою.
Основний план споруди — восьмигранник зі входом із західної сторони. Над входом раніше була мармурова плита з написом: [Хай буде прочитана сура] «Фатіха, за душу покійної й помилуваної Діляри-бікеч»
Низ споруди має цоколь. Стіни зроблені з пиляного вапняку. Стіни завершуються аттиком, на якому стоїть восьмикутний барабан, розвернений на 45°. Кожна грань барабану має пілястри та 4 малі декоративні арки. На фасаді на кожній грані розміщені по 3 декоративні арки, що утворює подвійний пояс. Нижні арки виконані у стилі бароко. Середня арка нижнього ряду на кожній грані утворює віконний отвір із залізними решітками, типовими для татарських пам'яток. На момент обстеження пам'ятки Усеїном Боданінським та Борисом Засипкіним у 1927 році отвори були закладені камінням.
Купол дюрбе викладений із квадратної обпаленої цегли 0,28*0,28*0,03 (що було незвично для типових кам'яних дюрбе) та покритий свинцем (пізніше — цементом). Над замком купола був поставлений «алем» — золочений кований півмісяць на кулях.

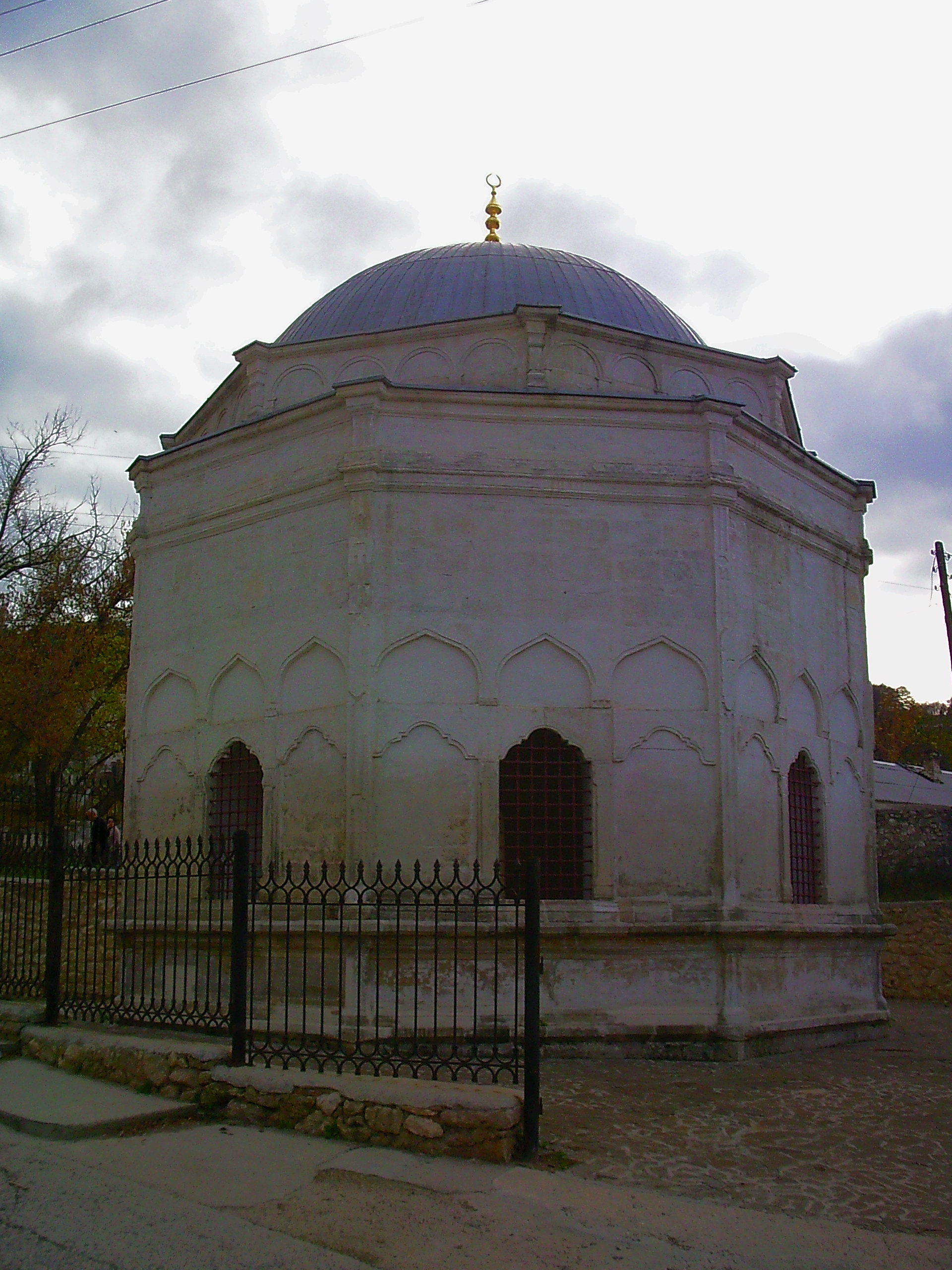
Дюрбе Діляри-бікеч у Бахчисараї (фото 2001 р.)

Всередині стіни та купол були оштукатурені та дуже просто розписані. Також сліди розпису були знайдені на зовнішньому фасаді.
Борис Засипкін вбачав в архітектурному стилі дюрбе Діляри-бікеч поєднання східних традицій та західних впливів.
Зважаючи на припинення будівництва дюрбе після правління хана Кирим Ґерая через економічний і політичний занепад Кримського ханства, Усеїн Боданінський назвав дюрбе Діляри-бікеч «лебединою піснею розвитку шатрових дюрбе у Криму».

## Охорона пам'ятки
З 2020 року дюрбе Мехмед-бея входить до переліку пам'яток архітектури національного значення під назвою «Гробниця „Дюрбе Диляра-Бикеч“», охоронний номер у Державному реєстрі нерухомих пам'яток України — 010077/9.

## Зображення в мистецтві

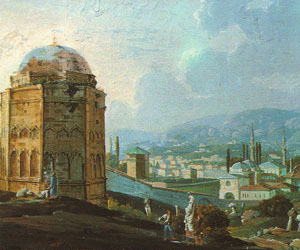
Дюрбе Діляри-бікеч на картині Карло Боссолі «Бахчисарай». (1820-ті роки)

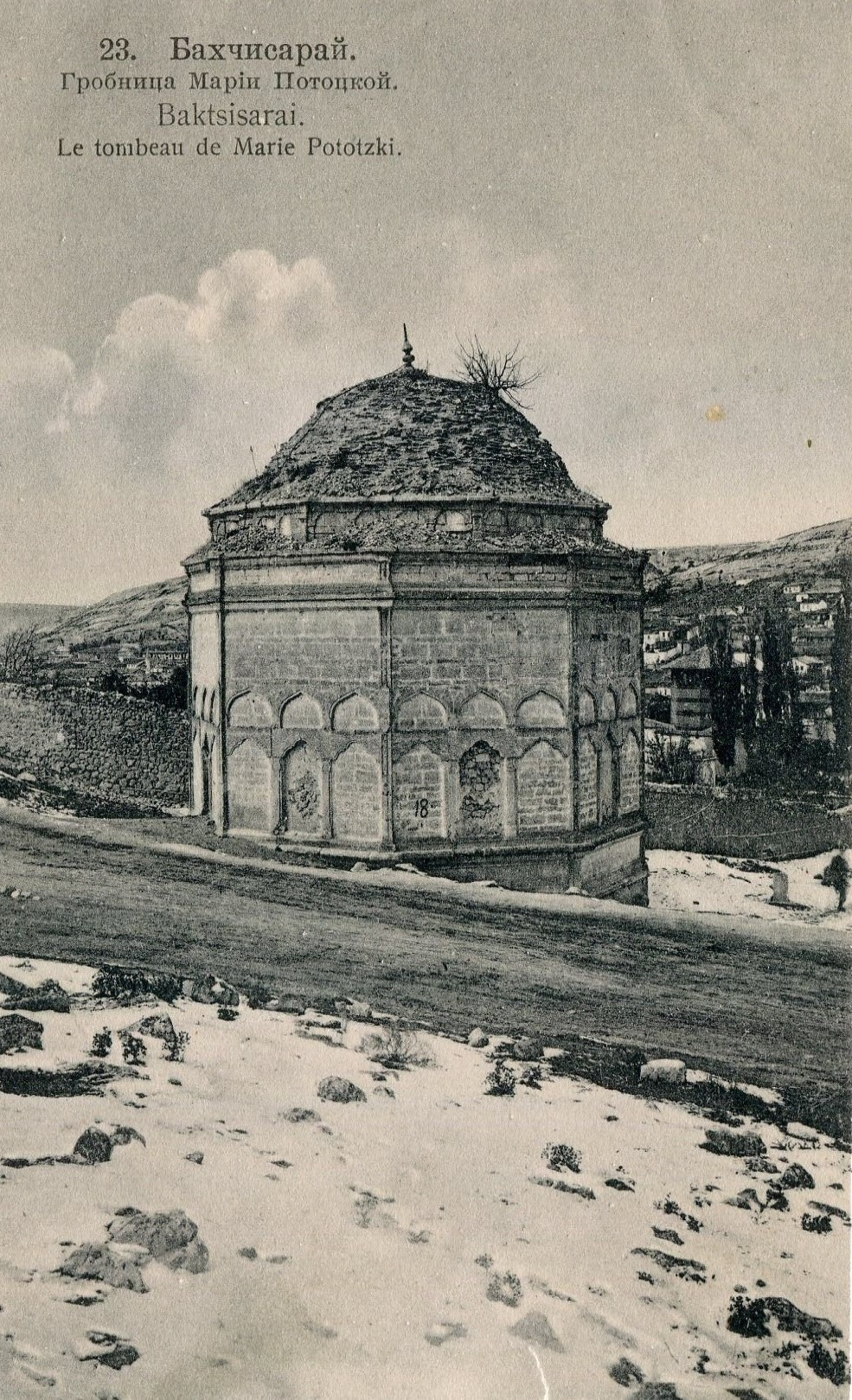
Листівка 1910—1918 рр. із зображенням дюрбе Діляри-бікеч, підписаного як Гробниця Марії Потоцької

Дюрбе Діляри-бікеч зображене на картині італійського і швейцарського художника Карло Боссолі «Бахчисарай».
Через поему «Бахчисарайський фонтан» російського поета Олександра Пушкіна, в якій фігурує вигадана бранка хана Марія Потоцька, полька за походженням, у ХІХ дюрбе Діляри-Бікеч стали називати «Гробницею Марії Потоцької». За мотивами цієї легенди польський поет Адам Міцкевич написав вірш «Гробниця Потоцької», що увійшов до збірки «Кримські сонети».
У ХІХ-ХХ ст. міф про гробницю Марії Потоцької підтримували місцеві мешканці та екскурсоводи Ханського палацу. Кримськотатарські письменники також створювали власні інтерпретації легенди про Марію Потоцьку.

## Описи дюрбе мандрівниками XVIII ст
У відомих документах часів Кримського ханства дюрбе Діляри-бікеч не згадується. Але описи споруди зробили іноземці, які відвідували Бахчисарай в перші десятиліття після російської анексії 1783 року.
Англійська письменниця і мандрівниця Елізабет Крейвен, у 1786 році писала: «… Я побачила якийсь купол, який викликав мою цікавість, і дізналася, що він був збудований як пам'ятник ханської дружини-християнки, яку хан любив так ніжно, що був невтішний після її смерті і поставив будівництво, що містить її останки, щоб втішатися побачивши її».
Петер-Симон Паллас у 1793 році зробив наступний опис: «Над верхнім фруктовим садом стоїть куполоподібний мавзолей з зеленим кулею над куполом: тут похована грузинка, дружина хороброго хана Крим-Гірея».
Павло Сумароков у 1800 році писав: «Трохи подалі видно ще кам'яний купол, споруджений над прахом однієї ханської дружини-християнки, яка їм була пристрасно улюблена».